# Panggreh
Panggreh is een bestuurslaag in het regentschap Sidoarjo van de provincie Oost-Java, Indonesië. Panggreh telt 3589 inwoners (volkstelling 2010).